# Lohara-Dynastie
Die Lohara-Dynastie regierte Kaschmir zwischen 1003 und 1171. Sie kam nach dem Untergang der Utpala-Dynastie in mehreren Regierungswechseln an die Macht und wurde von der Upyadeva-Dynastie gefolgt. Zu ihrer Zeit ging die Macht des Königtums in Kaschmir zugrunde und die Muslime bekamen erstmals Einfluss im Staat.

## Geschichte

### Vorgeschichte
Nach dem Selbstmord des die Utpala ablösenden Königs Yassaskara (regierte 939–948, unheilbare Krankheit) wurde der intrigante Schreiber Parvagupta für ein Jahr der König (949–950, vorher seit 939 Minister). Ihm folgte sein Sohn Kshemagupta (regierte 950–958) nach, ein Lüstling, welcher die Prinzessin Didda von Lohara heiratete.

### Königin Didda von Lohara
Nach dem Tod ihres Mannes Kshemagupta übernahm Didda die Regierung für ihren Sohn Abhimanyu (regierte 958–972) und ihre Enkel und machte sich schließlich 980 selbst zur Königin. Sie war nicht gerade harmlos (beseitigte viele Leute, u. a. ihren Enkel Bhimagupta 980), aber in administrativer Hinsicht war sie fähig und gilt insofern als die eigentliche Begründerin der Lohara-Dynastie in Kaschmir. Außenpolitisch war Didda mit dem Reich der Hindu-Shahis (in Afghanistan und im Pandjab) alliiert, da sie mütterlicherseits eine Enkelin des dortigen Königs Bhima Deva (regierte ca. 940–965) war. Sie unterstützte die Hindu-Sahis gegen die Muslime.

### Sangrama Raja

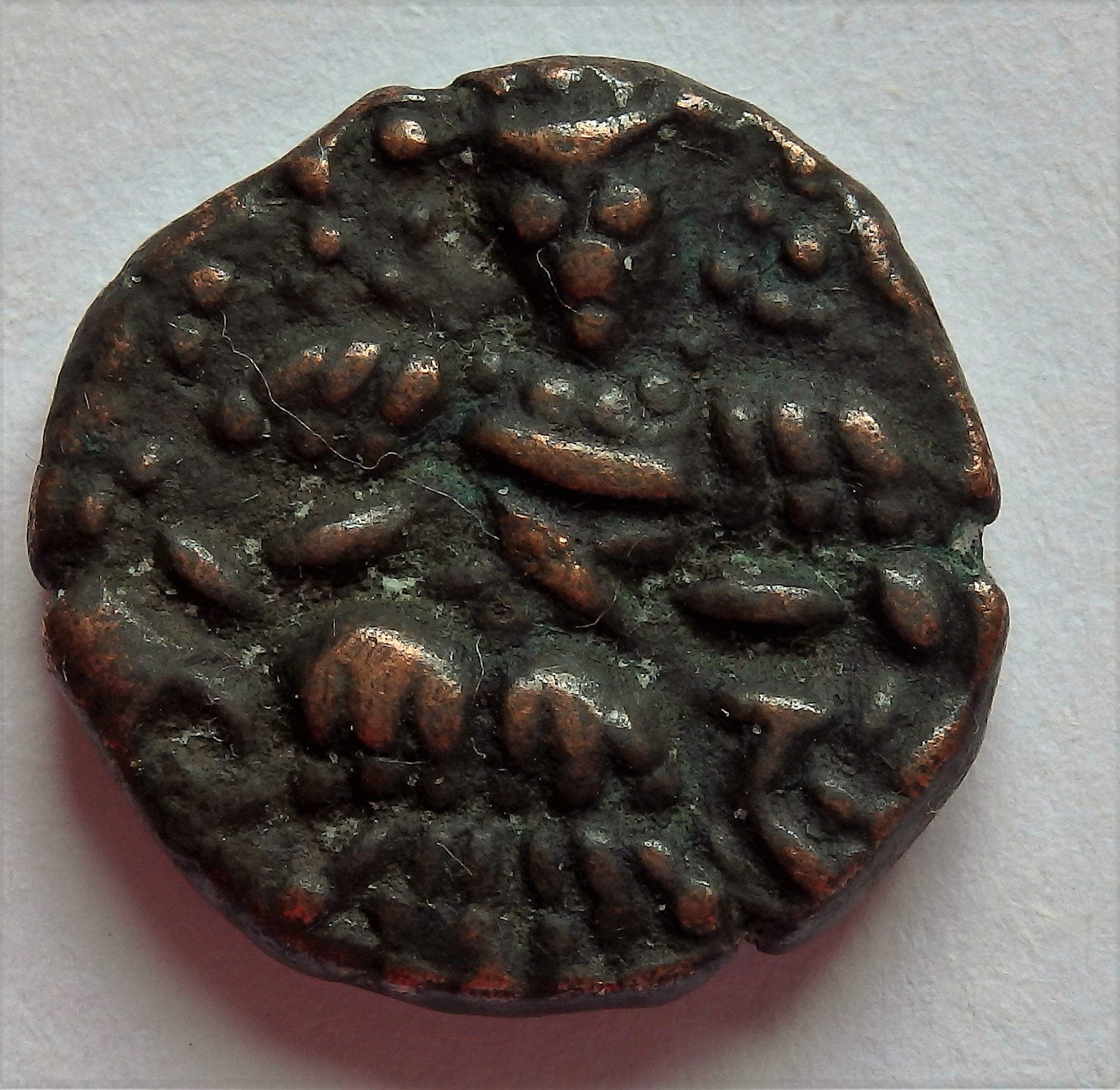
Bronzestater des Sangrama Raja, 1003–1028 n. Chr.

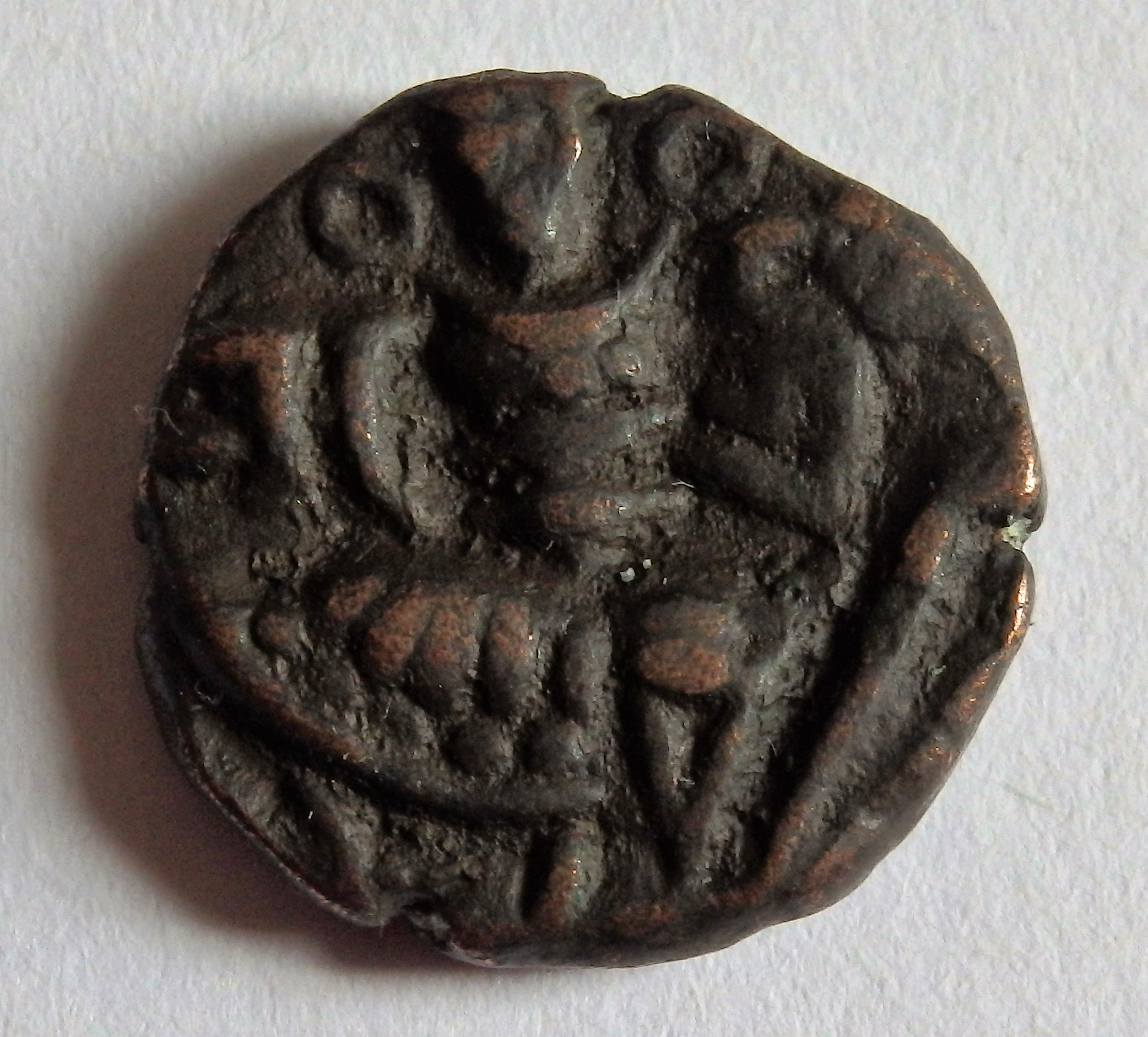
Rückseite des Bronzestaters

Nach Diddas Tod 1003 regierte ihr Neffe Sangrama Raja (1003–1028) in Kaschmir; der Sohn ihres Bruders Udaya Raja (regierte ca. 980 in Lohara). Sangrama Raja hatte schon in Diddas letzten Lebensjahren die Regierung zusammen mit dem Minister Tunga geführt. Auch er unterstützte die Hindu-Shahis gegen die Muslime des Eroberers Mahmud von Ghazna (regierte 998–1030) mit einer Armee unter dem Minister Tunga. Aber die Tage der Hindu-Sahis waren gezählt, so dass einige der dortigen Prinzen zu Sangrama Raja fliehen mussten. Kaschmir selbst musste zweimal (1015 und 1021) gegen den Ghaznawiden verteidigt werden, höchstwahrscheinlich erfolgreich.
Auf König Sangrama Raja folgten sein Sohn Ananta Deva (regierte 1028–1063, schlug Adelsrevolte nieder) und dann sein Enkel Kalasha (regierte 1063–1089).

### Bürgerkrieg unter König Harsha
Die Wende kam unter Kalashas Söhnen Utkarsha (regierte 1089) und Harsha (regierte nach 1089). Harsha war ein Mann voller persönlicher Gegensätze; begabt und kultiviert, freundlich, grausam und gierig. Seine Regierung begann – nach den Bluttaten seines Bruders Utkarsha – glänzend und endete schließlich in Größenwahn, Misstrauen und Tyrannei. Hier wendete sich das Glück der Dynastie: Landadel und Volk erhoben sich, Harshas Truppen liefen über, die Hauptstadt wurde verraten und die Königinnen verbrannten im Palast. Harsha selbst wurde auf der Flucht erschlagen.
Zu Harshas Zeit wurden aufgrund ihrer militärischen Fähigkeiten auch erstmals Muslime in größerer Zahl in die Armee aufgenommen, später auch in die Verwaltung. Es brauchte jedoch noch mehr als 200 Jahre, bis dieser Glauben im Land vorherrschend wurde.

### Untergang
Mit Harshas Untergang kam der Usurpator Uchchala (regierte 1101–1111), ein Nachkomme von Diddas Bruder Udaya Raja an die Macht. Auf Uchchala folgten sein Bruder Sushala (regierte 1112–20 und 1121–28, vorher in Lohara) und dann dessen Sohn Vijaya Simha (regierte 1128–1155), aber deren Thronfolge und Herrschaft wurde oft von Verwandten angefochten. Alle diese Könige waren von Anfang an vom Landadel abhängig, der sie bei der Machtergreifung unterstützt hatte und sie – falls sie zu eigenmächtig wurden – anschließend wieder mittels neuer Thronkandidaten bekämpfte. So verfiel die Macht des Königtums zusehends und 1171 endete die Dynastie. 

## Herrscher
Die wichtigsten Könige:
- Königin Didda (reg. 958/80–1003)
- Sangrama Raja (reg. 1003–1028)
- Hari Raja (reg. 1028)
- Ananta Deva (reg. 1028–1063, abges.)
- Kalasha (reg. 1063–1089)
- Utkarsha (reg. 1089)
- Harsha (reg. 1089–1101)
- Uchchala (reg. 1101–1111)
- Sushala (reg. 1112–20 und 1121–28)
- Vijaya Simha (reg. 1128–1155)
- Paramanu Deva (reg. 1155–1164)